# ساندوسکی (میشیگان)
ساندوسکی، میشیگان (به انگلیسی: Sandusky, Michigan) یک شهر در ایالات متحده آمریکا با جمعیت ۲٬۶۷۹ نفر است که در میشیگان واقع شده‌است.

## موقعیت جغرافیایی
موقعیت جغرافیایی شهرها و مناطق اطراف به شرح زیر است: